# Save Venice
Save Venice Inc. è un'organizzazione non profit statunitense che si occupa di proteggere il patrimonio culturale veneziano raccogliendo fondi per restaurare monumenti e opere d’arte.
Fin dall'inizio, la missione dell'organizzazione è stata quella di fornire supporto finanziario per i trattamenti di conservazione del patrimonio materiale di Venezia, in particolare monumenti e importanti esempi di pittura, scultura e altre arti visive. Con la crescita dell'organizzazione, è emersa un'enfasi secondaria nell'educare il pubblico sull'arte e la storia veneziana e nella formazione dei futuri professionisti della conservazione.
Dalla sua fondazione nell'ottobre 1971, Save Venice ha sponsorizzato più di 550 restauri di arte e architettura a Venezia, per un totale di oltre 1.000 singole opere d'arte.
Venne istituita nel 1967 da John e Betty McAndrew e da Sydney J. Freedberg in conseguenza ai danni provocati dall’acqua alta del 1966 che fu di un’intensità eccezionale. All’inizio Save Venice dipendeva dal Venice Committee e dall’International Fund for Monuments, ma nel 1971, venne fondata un’organizzazione autonoma (Save Venice Inc.)